# 卡米洛·多佛
卡米洛·多佛（英語：Camilo Doval，1997年7月4日—），為美國職棒大聯盟的投手，目前效力於紐約洋基，先前曾效力於舊金山巨人。他的快速球最快可來到104.5英里(約時速168.2公里)。

## 職業生涯

### 舊金山巨人

#### 2021年
4月16日，多佛登上大聯盟。9月，他成為隊史第二位自2008年以來球速可丟超過102英里的投手。同月，他還成為自1992年的Rod Beck後，最年輕拿下救援成功的投手。他在9月和10月都獲選為國聯單月最佳救援投手。他也正式成為球隊的終結者。
整季他拿下5勝1敗，防禦率3.00。在季後賽，他在分區賽第一場9局上場無失分、第三場主投2局6上6下。可惜最後巨人2勝3敗輸給道奇。

#### 2022年
這年是多佛的首個完整球季，他成為了球隊的全職終結者。這年他拿下6勝6敗，防禦率2.53，並拿下27次救援成功。他的快速球均速99英里也是全大聯盟最快。
多佛的快速球最快可來到時速104英里，他還會搭配滑球和變速球。2022年球季中，多佛還新增了伸卡球，均速還能來到90英里。他的出手點非常低，這也讓他的滑球被打擊率僅1成54。9月，多佛拿下國聯單月最佳救援投手。

#### 2023年
5月，多佛榮獲國聯單月最佳救援投手。他在14次救援機會守住了11次，防禦率僅1.32。
7月2日，他首度入選明星賽。他在上半季26次救援機會拿下24次救援成功，2勝2敗，防禦率1.89。

## 個人生活
2021年10月，多佛迎來長子利安。

## 外部連結
- 球員資訊和成績在MLB ，ESPN ，Baseball Reference ，Baseball Reference (Minors) ，Fangraphs ，The Baseball Cube （英文）